# Липман, Эрик
Эрик Липман (род. 30 мая 1938, Безансон) — французский писатель, продюсер и режиссёр.

## Биография
Родился в Безансоне 30 мая 1938 года.
Одна из ключевых фигур радиостанции Европа 1 в период с 1956 по 1961, Эрик Липман был также продюсером и ведущим передачи «Concerto pour transistors» в 1972—1986 гг.
С 1966 по 1970, Липман — директор аудиовизуального производства Publicis Groupe. Затем с 1970 по 1986 год он занимался производством рекламных фильмов в качестве продюсера и режиссёра.
С 1981 по 1984 Липман возглавлял музыкальную службу канала TF1, где он также продюсировал и вел передачу «Hauts de gammes».
В 1980—1990 он консультировал Gaumont и Erato Disques и возглавлял Havas Group.
с 1990 по 2004 гг. Липман принимал участие в создании музыкальных интернет-сайтов, таких как fnac.fr, mzz.com, sony.com, mezzo.fr, andante.com.
В 1976 Эрик Липман создал MELODYBANK — международную мультимедийную франкоязычную энциклопедию. Более чем 200 000 её электронных страниц охватывают все музыкальные жанры. На сегодняшний день её база данных насчитывает насчитывает свыше 70 000 единиц (дисков и печатных изданий).
Он также является создателем сайтов «MusicAmour» (2016), — мультимедийной энциклопедии (www.musicamour.com), и «Le Jeu des Jeux», — музыкальной и игровой энциклопедии олимпийских игр (www.lejeudesjeux.com).
Липман преподавал на кафедре «Маркетинг и музыкальная культура» в магистратуре Управления университета Париж-Дофин с 2001 по 2008 год.

## Публикации
- Концерт для транзисторов (Stock, 1976)
- Артур Рубинштейн или любовь к Шопену (Messine, 1980)
- Америка Джорджа Гершвина (Messine, 1982)
- Месье Барклай и французская песня (Balland, 1985)
- Падеревский, «Идол бурных двадцатых» (Balland, Премия «Prix Maisons de la Presse», 1986 )
- Композиторы (CDRom Denoël, премия Moebius, 1996)

## Кинорежиссёр
- 1974 г. — Одиннадцать тысяч ярдов
- 1984 — Я люблю Куинси, трехчасовой фильм о Куинси Джонсе, Майкле Джексоне, Рэе Чарльзе, Стиви Уандере и т. д. (для Canal +, CBS и Chanel 4)
- 1985 г. — Пусть праздник продолжается (3 часа о французской песне, TF1).